# Пахвинний трикутник
Пахвинний трикутник — (лат. trigonum inguinale, англ. inguinal triangle) анатомічна ділянка передньої черевної стінки, яка є типовим місцем виникнення пахвинних кил.

## Епоніми
В медичній літературі пахвинний трикутник часто називають трикутником Гессельбаха (англ. Hesselbach's triangle): на честь Франца Каспара Гессельбаха (нім. Franz Kaspar Hesselbach) — німецького хірурга і анатома, який вперше описав цю анатомічну ділянку

## Межі
Пахвинний трикутник відмежовується наступними структурами:
- Присередньо: латеральним (зовнішнім) краєм прямого м'язу живота або півмісяцевою лінією (лат. linea semilunaris)
- Ззовні: нижніми епігастральними судинами
- Знизу: пахвинною зв'язкою

Межі пахвинного трикутника легко запам'ятати за допомогою мнемонічної абревіатури RIP (де, R — rectus abdominis, I — inferior vessels, P — Poupart's ligament).

## Клінічне значення
Пахвинний трикутник містить медіальну пахвинну ямку — слабке місце передньої черевної стінки, через яке типово утворюються прямі пахвинні грижі 